# M8 그레이하운드
M8 그레이하운드는 포드 사가 제2차 세계 대전 중에 개발 및 생산한 6륜(6x6) 장갑차이다. 미국군과 영국군이 유럽과 극동에서 사용했으며, 여러 나라에 널리 수출되었다. 대한민국도 한국전쟁 전에 전차 대신에 M8 장갑차로 독립 기갑연대를 창설하기도 했다. 2006년 시점에서 일부 제3세계 국가에서 사용하고 있기도 하다. 영국군은 자신들이 운용한 M8 장갑차 그레이하운드라고 불렀다.

## 개발 역사
1941년 7월, 미국 육군 병기국은 3/4톤 화물 트럭 후방 화물칸에 M3 37mm 대전차포를 탑재한 M6 대전차포 탑재차를 대체할 새로운 고속 구축전차 개발을 명령했다.. 요구사항은 어렵지 않아서 6x4 바퀴식 차량에 37mm 주포와 동축 기관총을 장착한 포탑을 탑재하라는 것이었다. 경사 장갑은 50구경 기관총탄을 막을 수 있고, 측면 장갑은 30구경 기관총탄을 막을 수 있어야 했다. 이 개발 작업에는 스튜디베이커(Studebaker), 포드, 크라이슬러가 참가했으며, 스튜디베이커 사의 프로토타입은 T21, 포드사는 T22, 크라이슬러의 프로토타입에는 T23이라는 기호가 붙여졌다. 3개사의 프로토타입은 모두 설계 및 외관이 비슷했다. 1942년 4월, 포드사의 T22 수정 개발안이 최종 채택되었다.
T22 개발안이 최종 채택될 무렵, 장착하기로 한 37mm 대전차포의 위력 문제가 대두되었다. 1942년에 이르러 독일군 전차부대에서 1호 및 2호 전차 세력은 감소하여 2선급 내지는 후방으로 돌려지고 있었으며, 장갑이 1호 및 2호와 비교해 한층 강화된 3호 및 4호 전차가 다수를 차지하고 있었다. 37mm 대전차포로는 이들 전차의 전면 장갑을 관통시킬 수 없다는 점이 명백했다. 대신에 구축전차라는 개발 시작 당시 용도를 변경하여 장갑은 엷지만, 빠른 속도를 이용한 정찰용 차량으로 역할을 바꾸기로 결정했다..
계약 문제와 몇 가지 설계 변경 작업으로 생산은 1943년 3월까지 지연되었다. 1943년 3월 이후 본격 생산을 개시하여 1945년 6월까지 생산했다.. 전체 생산량은 8,523대이며, 이 수치는 M20 다용도 장갑차는 제외한 것이다.

## 상세 사항

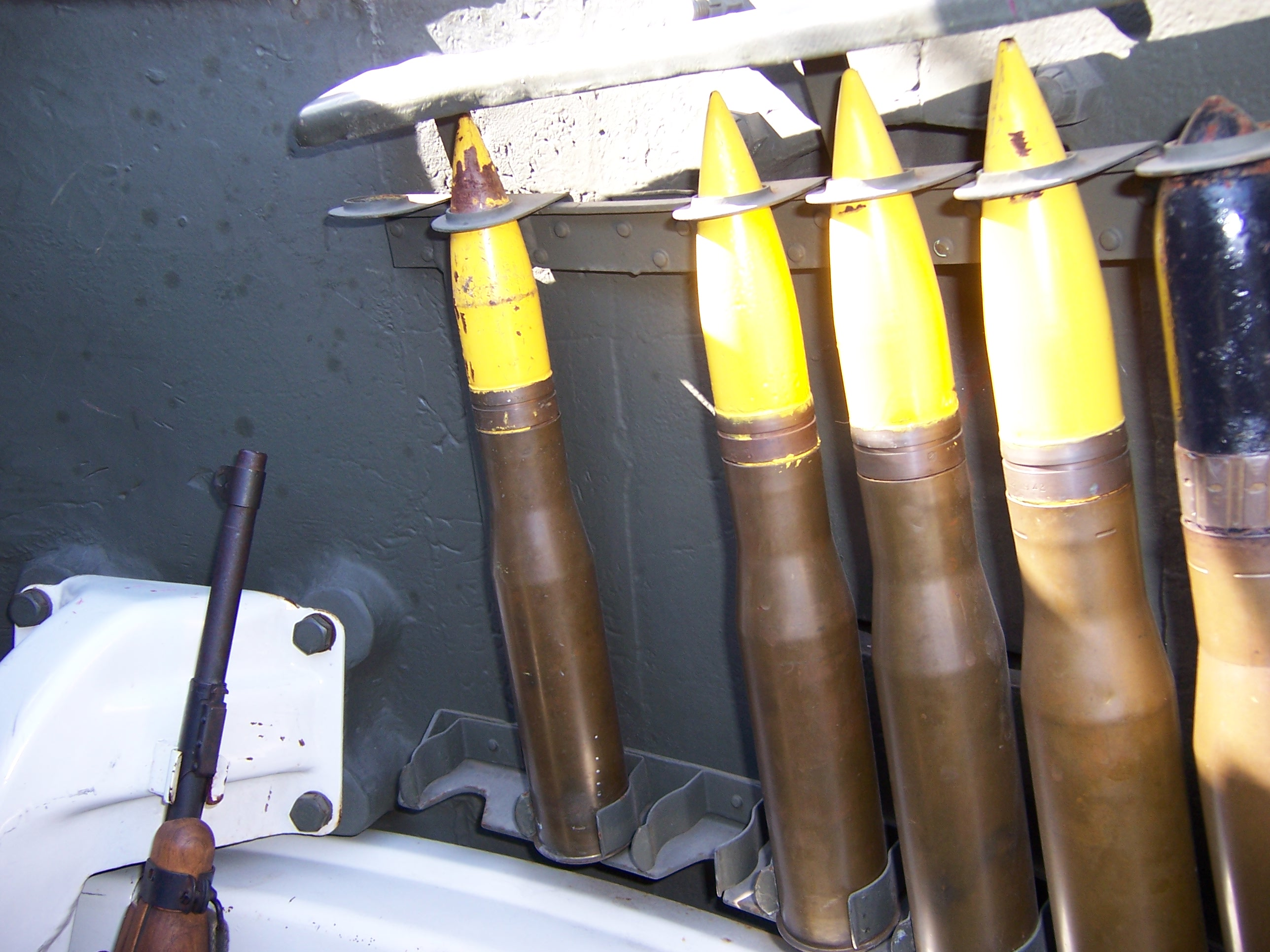
37mm 주포탄이 터렛 안쪽 랙에 보관되어 있다. 왼쪽에 보이는 것은 M1 카빈으로 승무원의 개인 방어 화기로 장비한 것이다

M8은 M70D 조준경으로 조준하는 37mm M6 주포와 30구경 M1919 동축 기관총을 개방형(open-top) 포탑에 장비했다. 종종 M2 중기관총을 대공용으로 포탑의 링에 장착하는 경우가 있다. M2 중기관총은 초기형 차량에서는 표준으로 장착되지는 않았으나 부대별로 현지에서 변경했다. 4명의 승무원은 차장, 사수, 조종수 및 무전병으로 구성되었고, 차장은 장전수 역할을 겸했고 무전병은 운전병 역할도 수행했다. 조종수와 무전병은 차체 앞부분에 탔고, 차장과 사수는 포탑에 탑승했다. 차장의 자리는 오른쪽이었다.
무전기를 1대 탑재하면 37mm 주포탄은 80발을 탑재했고, 무전기 2대를 탑재하면 주포탄을 16발 정도만 탑재했다. 다만, 이 경우 부대별로 현지 개량을 해서 40발이나 그 이상까지 탑재하는 경우가 있기도 했다. 기관총 탄약은 M1919용 30구경 탄을 15000발 탑재했고, M2용 12.7mm 탄환은 500발을 실었다. 그 외에 수류탄 16발, M1 또는 M2 연막탄 4발, 지뢰 6발과 승무원용 M1 카빈을 실었다.
장갑은 차체 하부 3mm에서 차체와 포탑 전면 19mm까지였다. M8은 허큘리스 모델 JXD-in-lin 6기통 110 hp (82kw) 가솔린 엔진을 사용했고, 노상 속도 시속 90 km/h(56마일)을 냈으며, 이론상 평균 약 643 km(400마일) 주행이 가능했다.

## 실전 기록

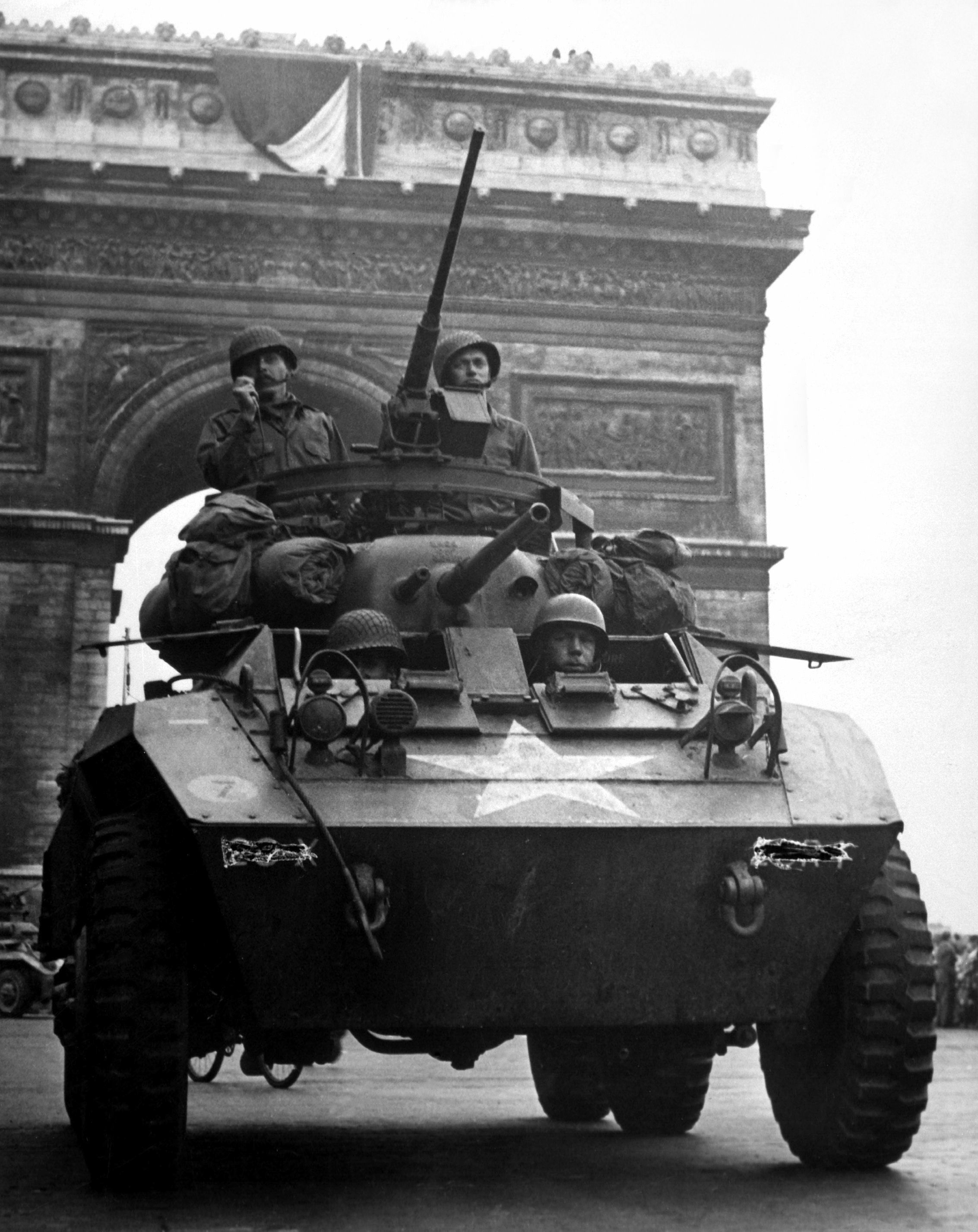
파리 해방 후 에투알 개선문을 지나고 있는 미군 M8

M8은 1943년 이탈리아 전선에 처음 투입된 이후, 미국이 유럽과 극동 아시아에서 실전 운용했다. 일본과 전쟁 당시에는 원래 개발 용도였던 전차 구축차로서 역할을 하기도 했다. 일본군 전차들의 장갑이 37mm 주포에도 관통되었던 것이다. 또 미국은 1000대 이상의 M8을 전시 대여법에 따라 영국, 프랑스, 브라질에 지원했다. M8은 몇 가지 기술 문제들을 해결하면서 빠른 속도를 이용한 정찰 임무에 적합하다는 평가를 받았지만, 기갑부대(cavalry units)는 야지(off-road) 성능을 비판했고, 심지어 M3 정찰차보다 못하다고라고까지 했다. 이탈리아의 산악 지형과 북유럽 겨울철의 진창 지대에서 M8은 도로 외에는 기동이 제약되었고, 정찰용 차량으로서 가치를 떨어뜨렸다. 또한 지뢰 공격에 매우 취약했다. 지뢰 공격의 피해를 감소시키기 위해 추가 장갑 키트를 제작해 보급했다. 어떤 승무원들은 얇은 하부 장갑에 모래주머니를 붙이기도 했다.
또 다른 문제는 실제 용도에 적합하지 않은 일선부대의 운영에 있었다. 지휘관들이 종종 수색대를 화력 지원 임무에 투입시키곤 했는데, 이는 얇은 장갑을 가진 M8에게는 부적절한 임무였다. 독일군 기갑 수색대와 맞딱드렸을 때, 독일군 정찰 차량들이 장비한 20mm 기관포에 취약했다. M8의 37mm 주포는 독일군 장갑차들의 장갑을 쉽사리 관통할 수 있었음에도 불구하고, 마찬가지로 낮은 방호력은 M8이 수색대의 화력지원에 적합하지 않도록 만들었다.
미국 육군은 1943년초부터 M8을 대체할 후계 차량을 찾았다. M8 개발 작업에도 참여했던 스튜디베이커(Studebaker)사는 T27을 제시했고, 시보레는 T28을 1944년 여름에 제시했다. 두 시제 차량 모두 M8보다 우수했지만, 미국 육군은 그 즈음 더 이상 새로운 장갑차는 필요없다는 결론을 내렸다.
전쟁 이후 M8은 점령 임무에 투입되었고, 한국 전쟁 당시 다시 실전에 투입되었지만, 미국 육군은 직후에 모두 퇴역시켰다. 프랑스는 M8을 제1차 인도차이나 전쟁까지 사용했다. 미국, 영국, 프랑스 등이 사용하던 M8 중 상당수가 북대서양조약기구 국가들과 제3세계 국가에 넘겨졌다. 아프리카와 남아메리카 국가 중 일부는 2002년에도 여전히 소수의 M8을 현역으로 사용하는 것이 확인되었다.

### 운용 국가
과거 M8을 운용했거나, 현재도 사용하는 국가는 다음과 같다.

## 변형
- T22 경장갑차 - 프로토타입

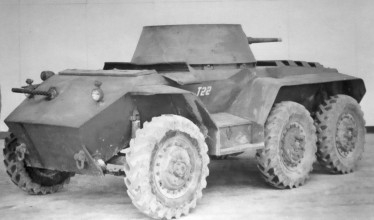
T22.

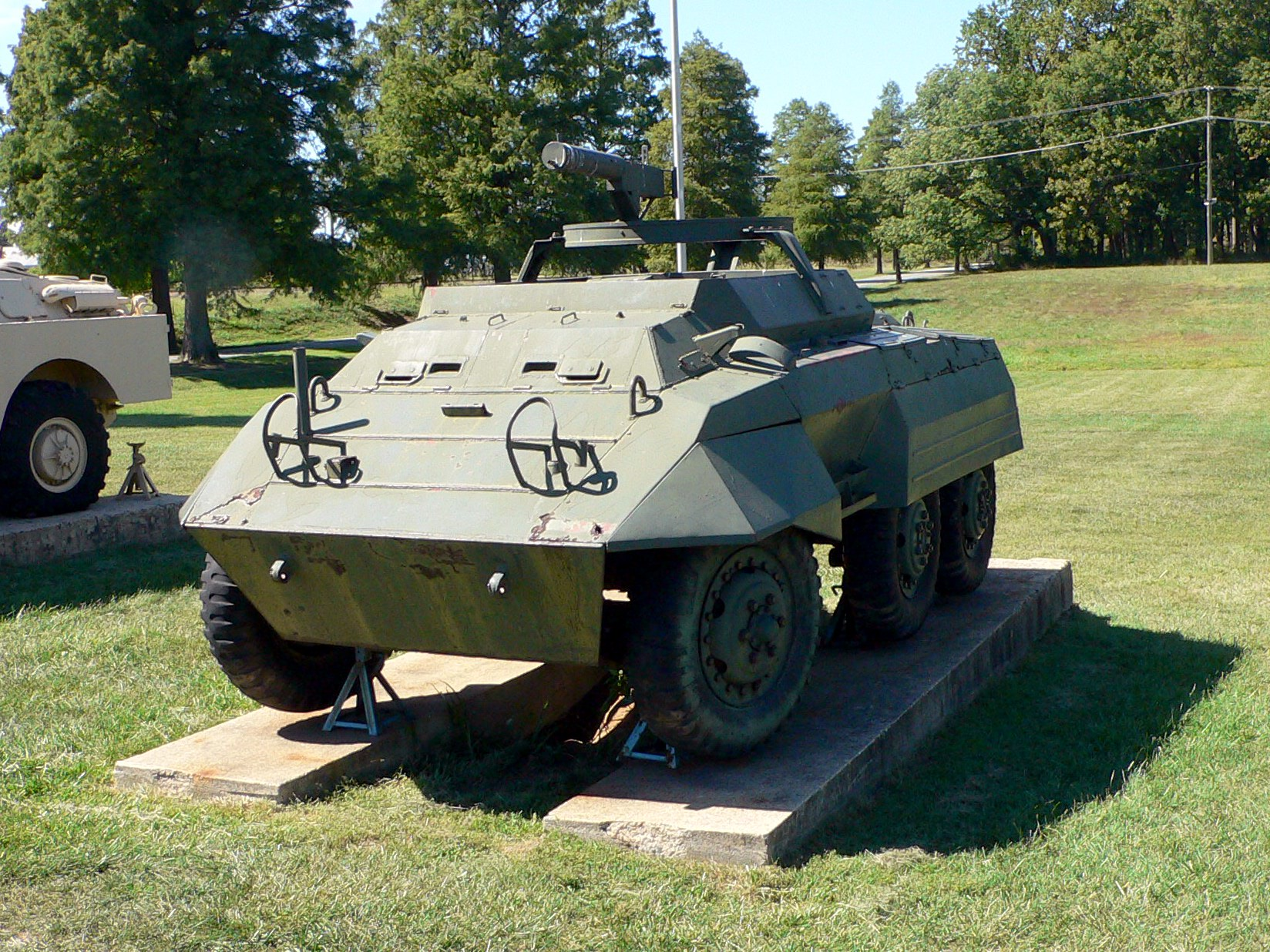
미국 육군 병기국 박물관에 전시 중인 M20 다용도 장갑차

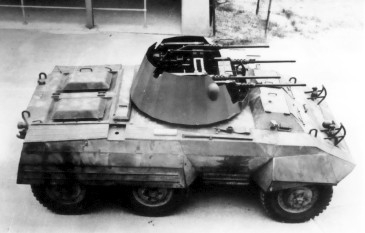
T69 복합 화력 지원차 (12.7mm M2 기관총 4정 탑재한 대공형).

- T22E1 경장갑차 - 4x4 프로토타입
- T22E2 경장갑차 - M8로 제식화되는 프로토타입
- M8 경장갑차 - 양산형
- M8E1 Light Armored Car - 서스펜션 개량형. 1943년에 2대가 만들어졌다.
- M20 다용도 장갑차 - M20 정찰차로도 알려진 M20은 포탑이 제거된 그레이하운드였다. M20은 기존 M8의 포탑 대신 그보다 낮은 형식의 포탑을 얹고 M2 중기관총을 장착한 방공 마운트 링을 설치했다. 37mm 주포가 없기 때문에 독일군 전차와 마주쳤을 경우를 대비하여 바주카포를 비치했다. M20은 지휘용 장갑차 및 전초 수색 장갑차로 주로 사용되었으나, 미군은 상당수 M20을 병력 수송 장갑차(APC)나 화물 수송용으로 사용했다. M20은 고속과 뛰어난 기동력을 발휘했으며 소화기 탄 및 유산탄 파편을 방호할 수 있었다. 지휘 임무에 사용할 경우, M20은 추가 무전 설비를 갖추었다. 원래 M10 장갑 다용도차로 명명되었으나 M10 울버린 구축전차와 혼동을 피하기 위해 M20으로 제식명이 바뀌었다. 포드 자동차 회사에서 1943년부터 1944년까지 총 3,680대를 생산했다.
- T69 복합 화력 지원차 - 1943년 말, M8의 대공형이 시험을 받았다. 이 차량은 맥슨 사가 개발한 포탑에 50구경 기관총4정을 탑재했다. 방공부대(Antiaircraft Board)는 M3 반궤도 장갑차의 대공형인 M16 MGMC보다 떨어진다고 판단했고, 결국 이 프로젝트는 취소되었다.
- M8 TOW 전차구축차 - 미국 회사 NAPCO가 M8의 37mm 주포를 BGM-71 TOW와 M2 중기관총으로 바꾼 것이다. TOW 발사기는 포탑 상부에 설치되었다. 콜롬비아 육군이 사용했다.
- H-90 포탑형 M8/M20 - 프랑스의 업그레이드형으로 파나드 AML 장갑차의 포탑을 M8 차체에 얹었다.
- CRR Brasileiro - 1968년 브라질 육군 공병 연구소(Brazilian Army Engineering Institute, IME)가 개발한 변형이다. 기존 M8의 엔진을 프로토타입 1대만 만든 VBB-1용으로 개발했던 메르세데스-벤츠 120마력 OM-321으로 바꾼 것이다. VBB-1은 성능이 떨어진다는 평가를 받았다. VBB-1은 6륜 구동 6바퀴 (6x6) 구성으로 바뀐 CRR의 기본이 되었고 8대가 발전형으로 만들어졌다. EE-9 카사카벨(Cascavel)은 CRR을 발전시킨 것이다.
- M8 (디젤) 그리스 육군 장갑차 - 많은 M8 장갑차의 엔진이 기존 허큘리스 JXD 가솔린 엔진에서 스타이어 디젤 엔진으로 바뀌었다. 엔진이 바뀌면서 후방 엔진 구획이 30 cm가량 늘어났을뿐더러 차체도 높아졌다. 그뿐만 아니라 신형 무전기, 방향표시기, 전조등, 후방 관측용 거울도 새로 적용되었다. 대공용 M2 기관총은 포탑 우측 전면으로 옮겨졌으며, M1919 .30-06 기관총은 나토 표준용 탄약인 7.62mm X 51mm 탄을 사용하는 MG3 기관총[주 5]으로 바뀌었다. 해안경비용으로 사용하다가 1990년대 후반에 퇴역했다.

## 사진 갤러리

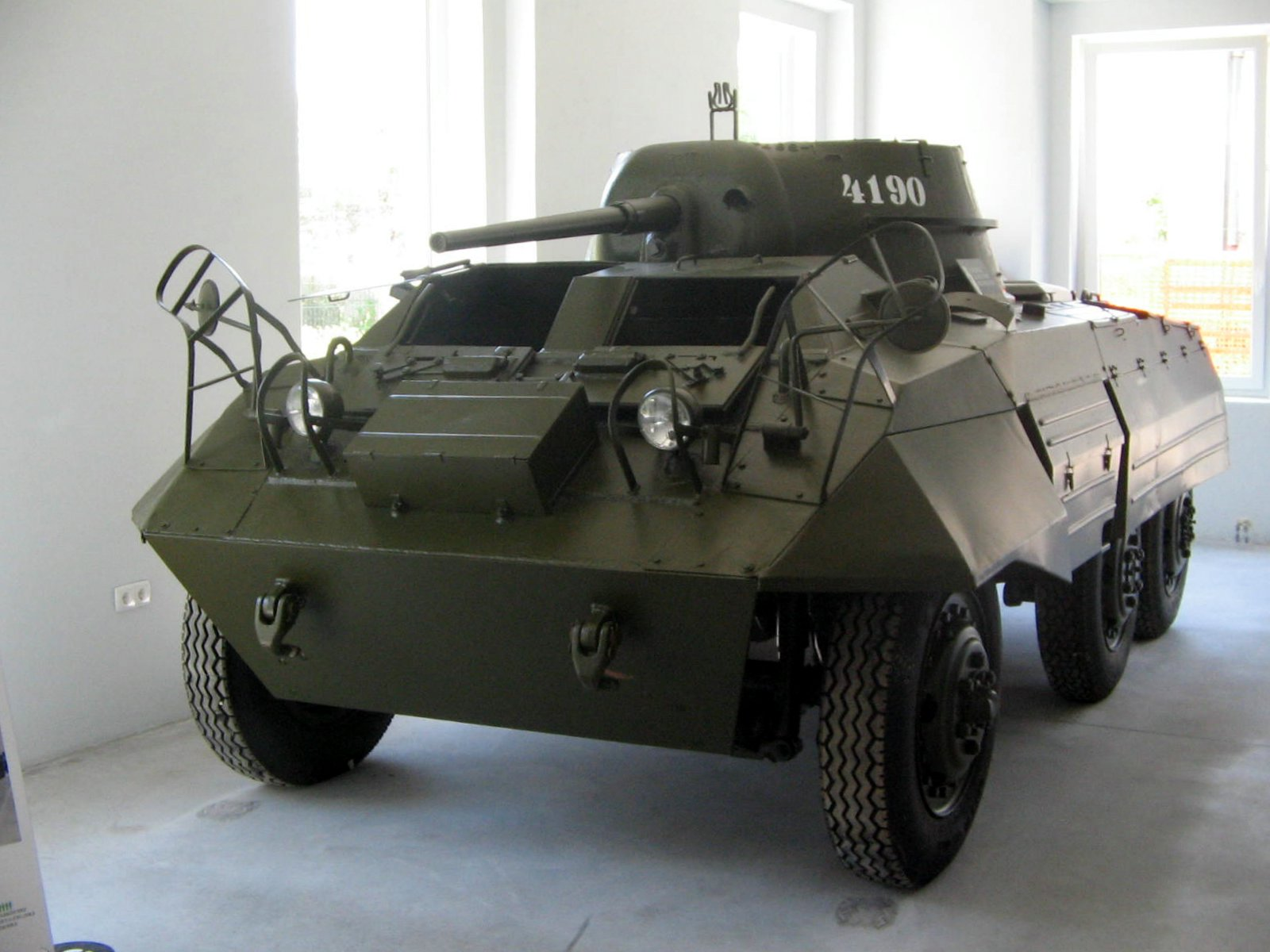
슬로베니아 비프카 군사 역사 공원에 전시된 M8
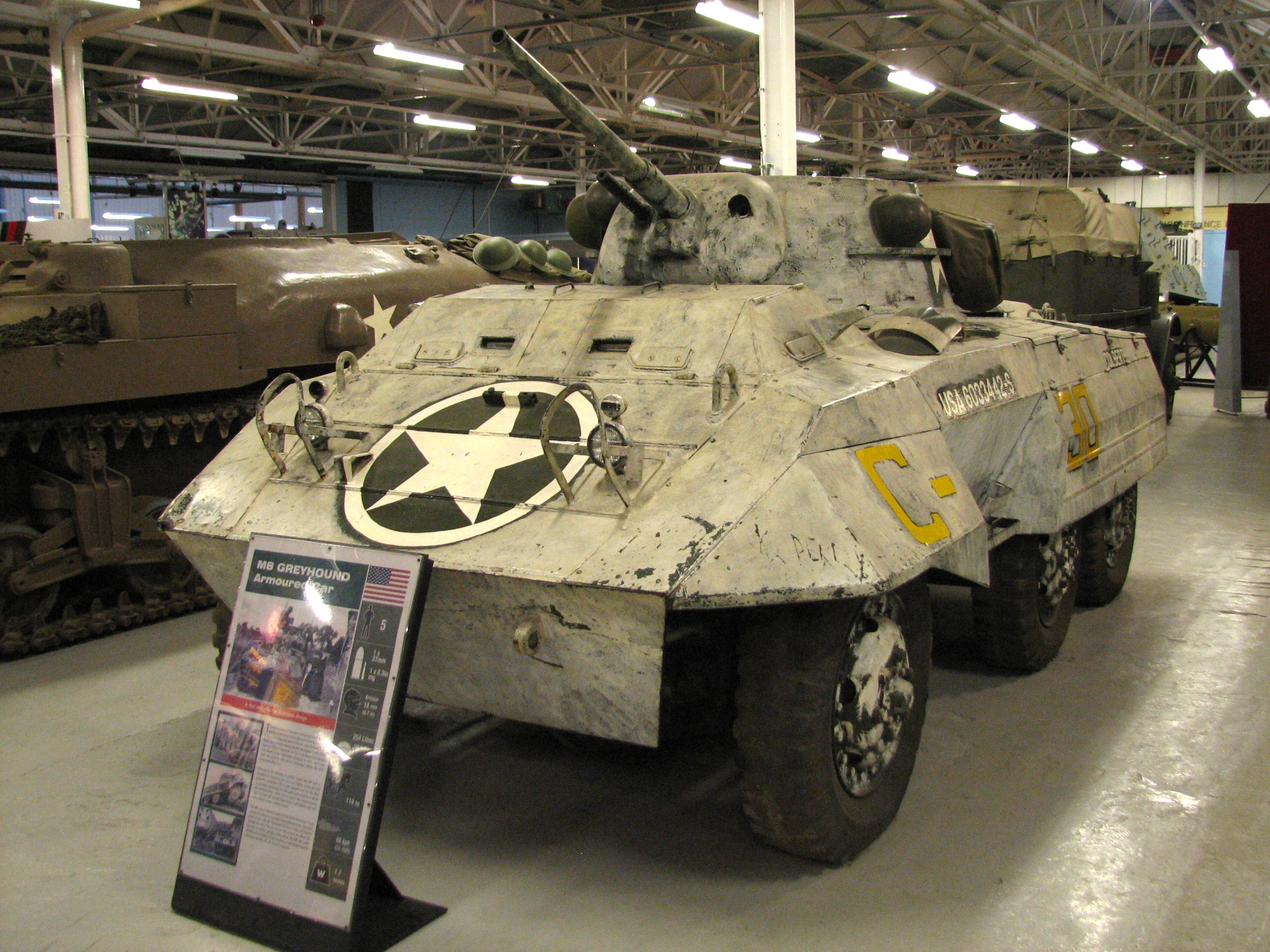
보빙턴 전차 박물관의 M8
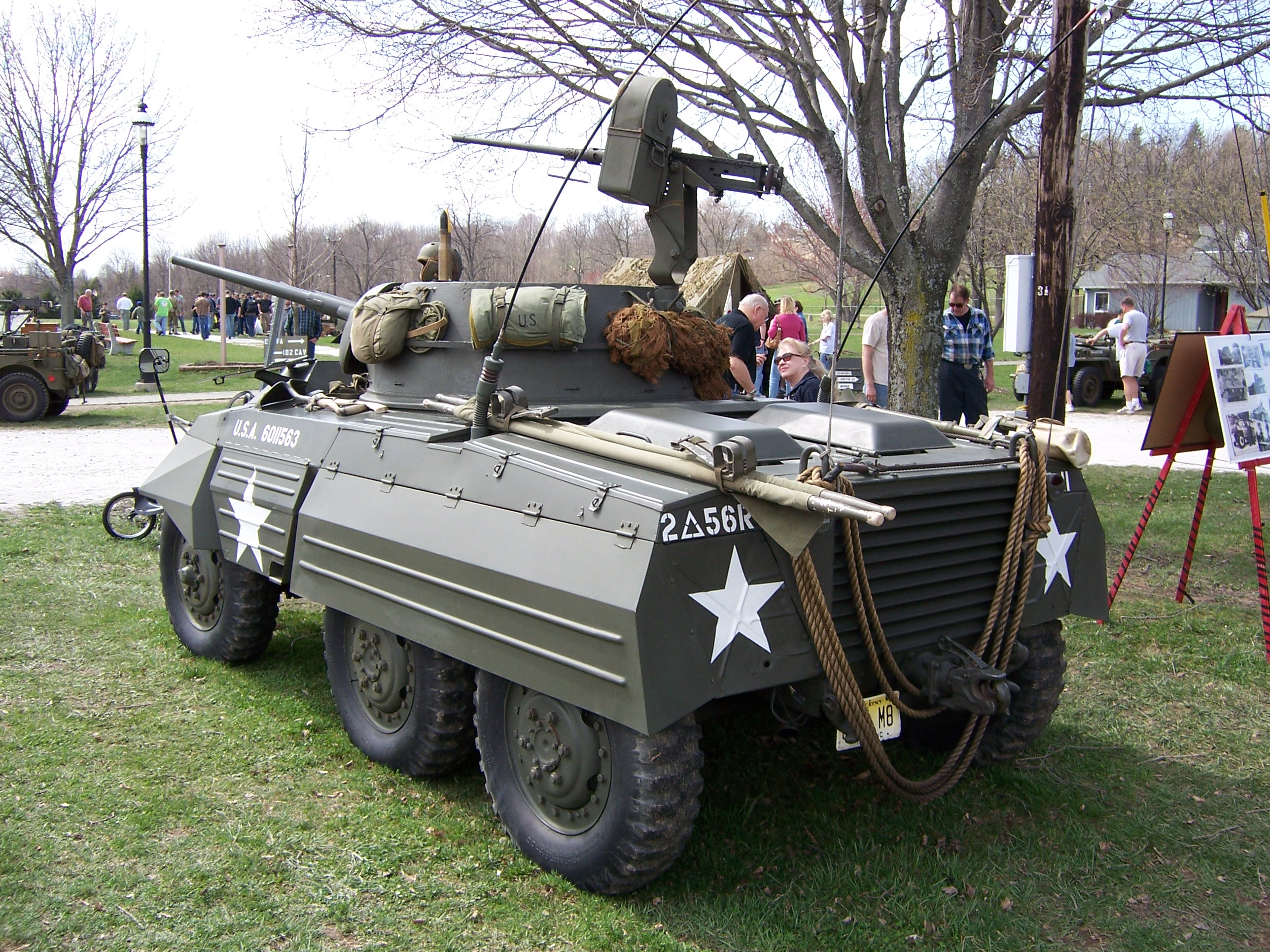
모든 장비를 갖춘 M8
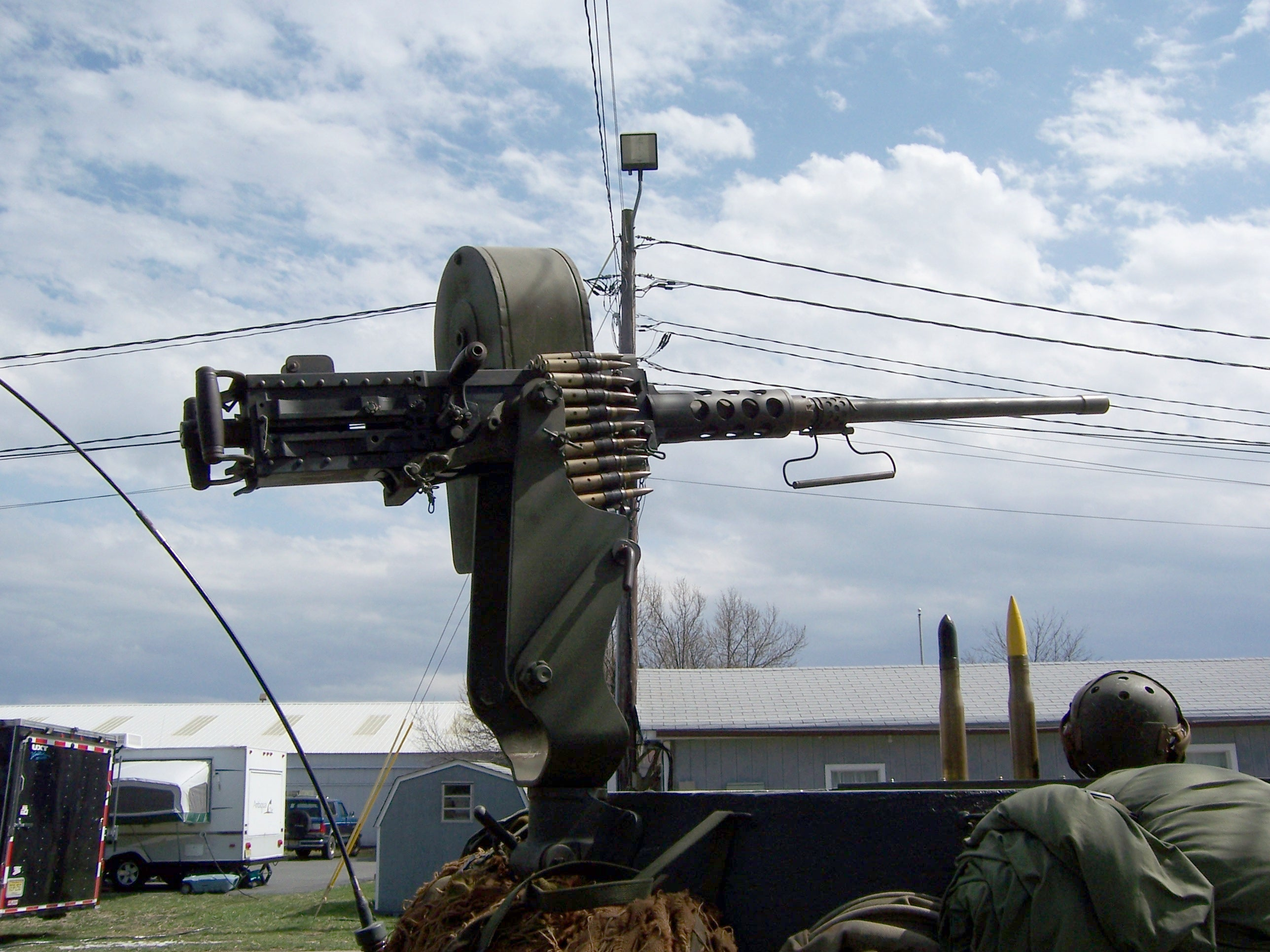
M8 포탑 장착 M2 중기관총
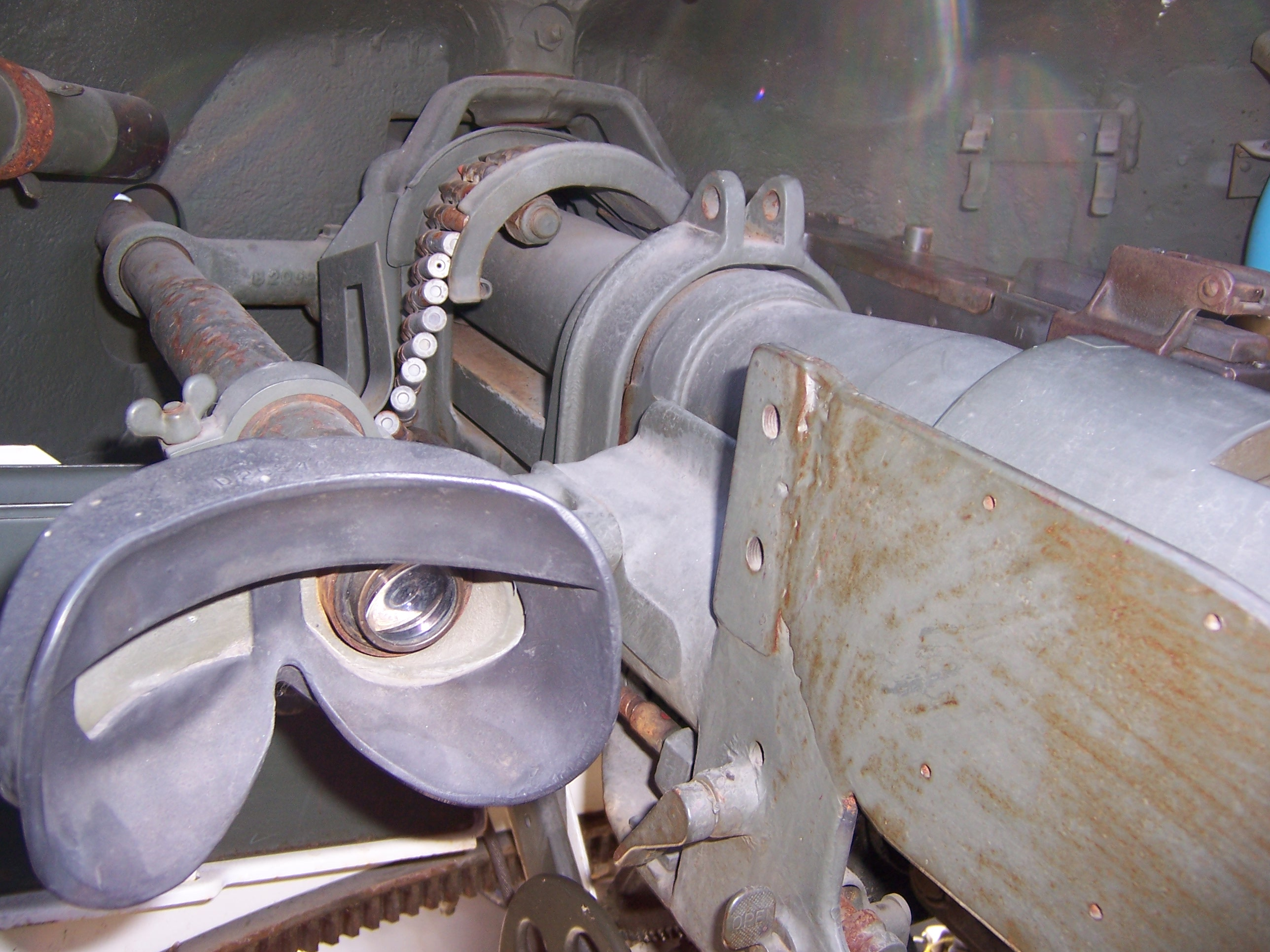
37mm 주포용 조준경
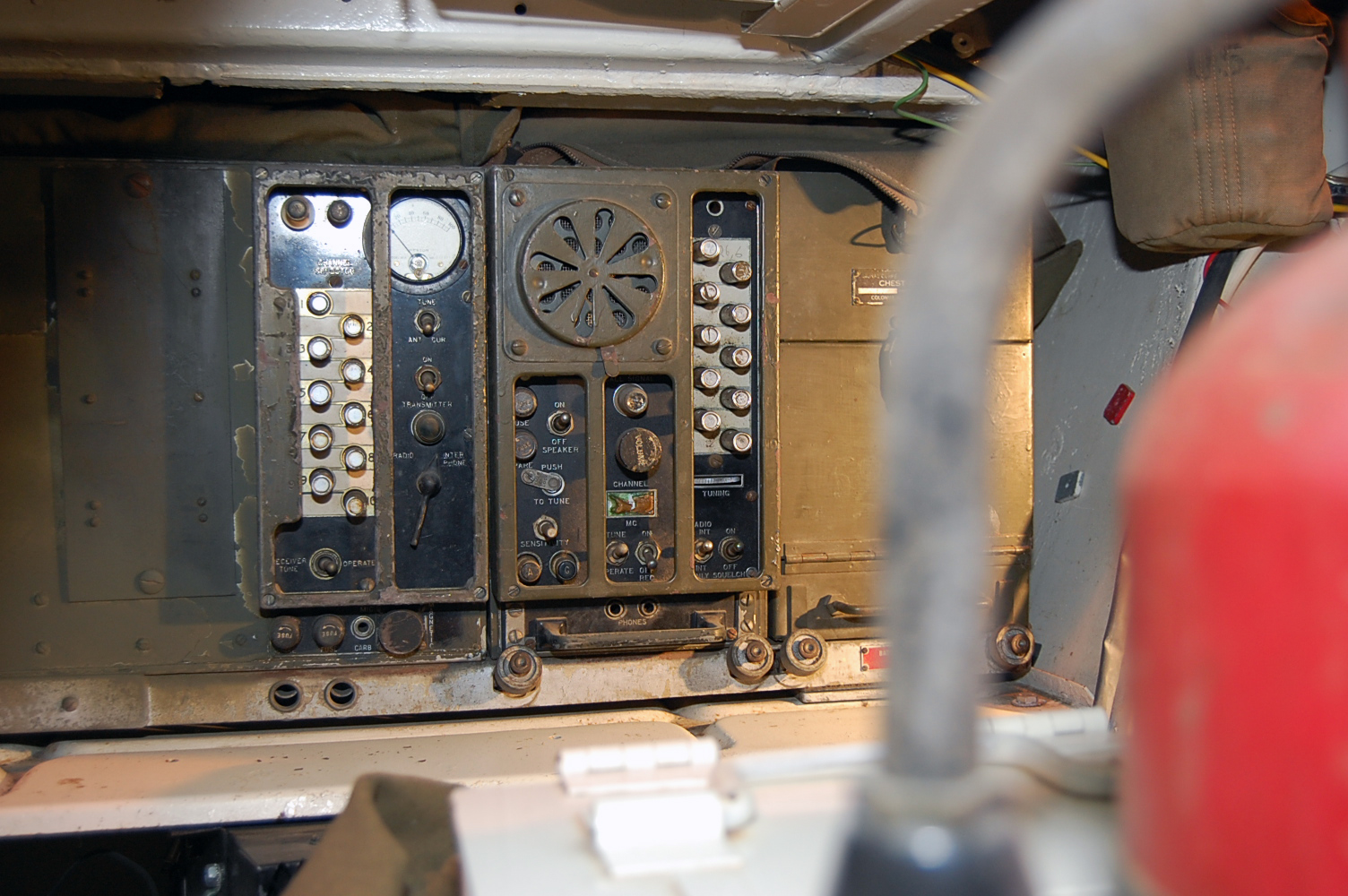
M8 내부의 무전기
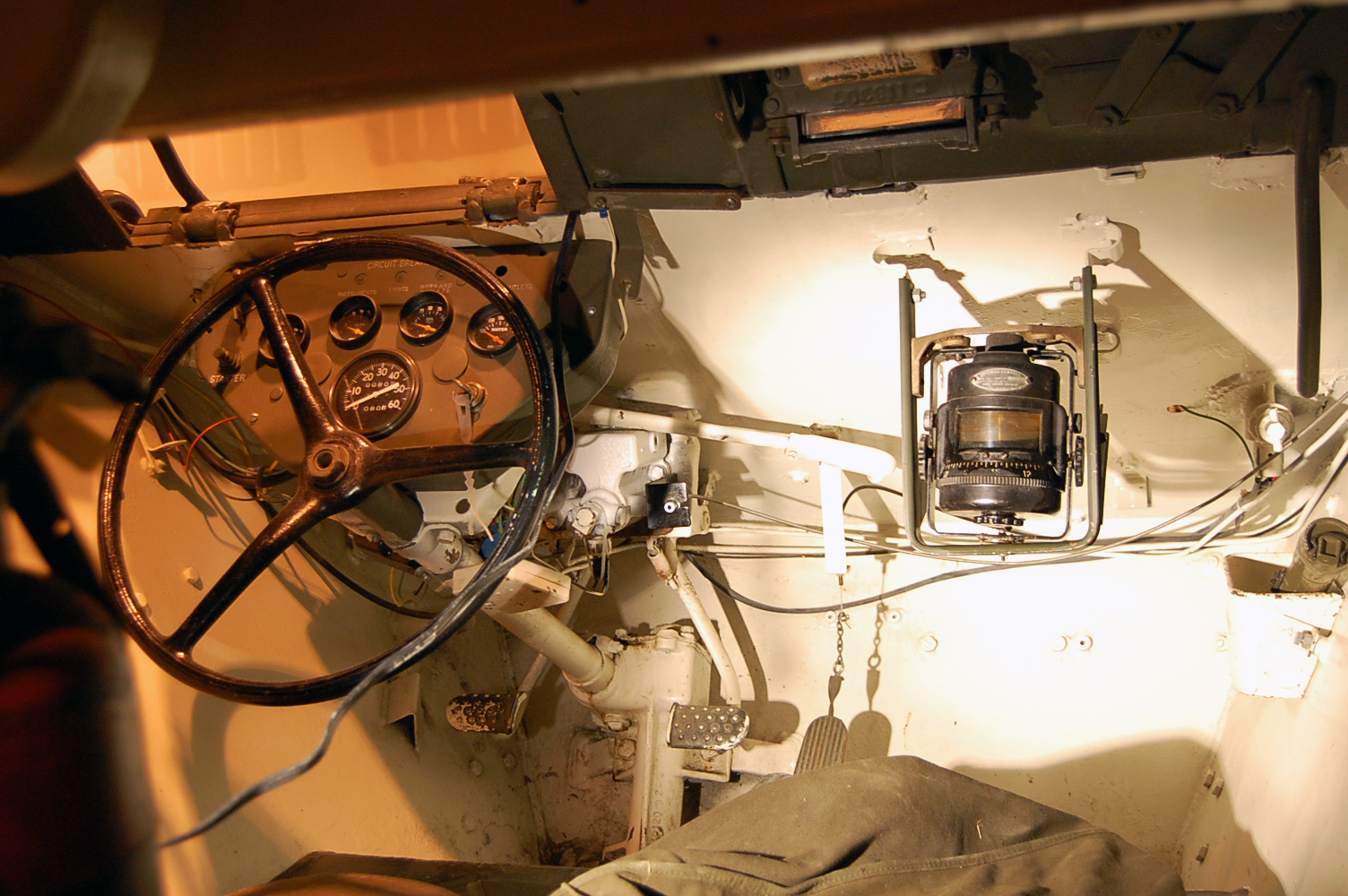
M8의 핸들과 각종 계기판
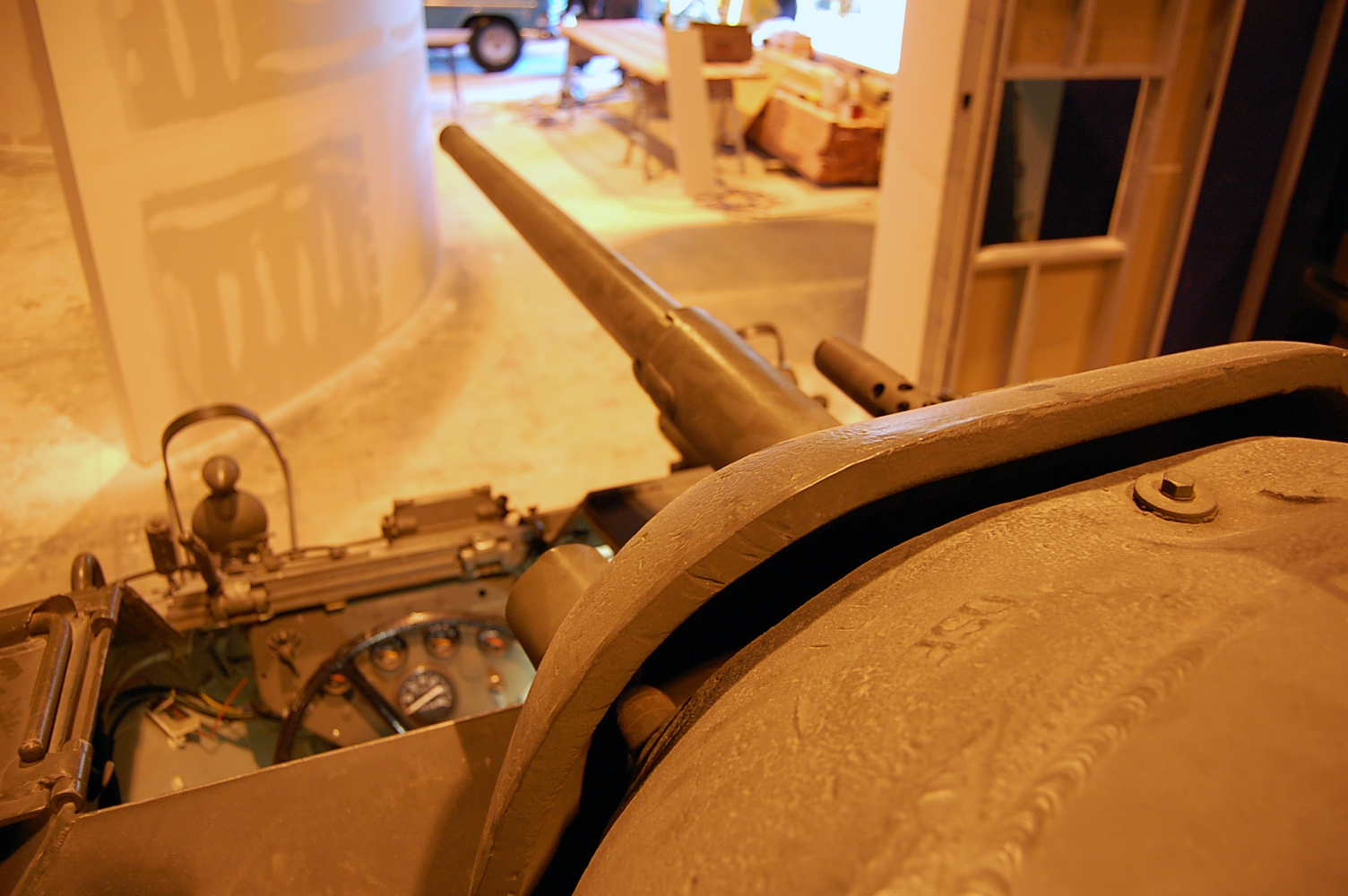
포탑 안쪽에서 M8 정면. 37mm 주포의 포신뿐만 아니라 조종수 좌석도 잘 보인다.
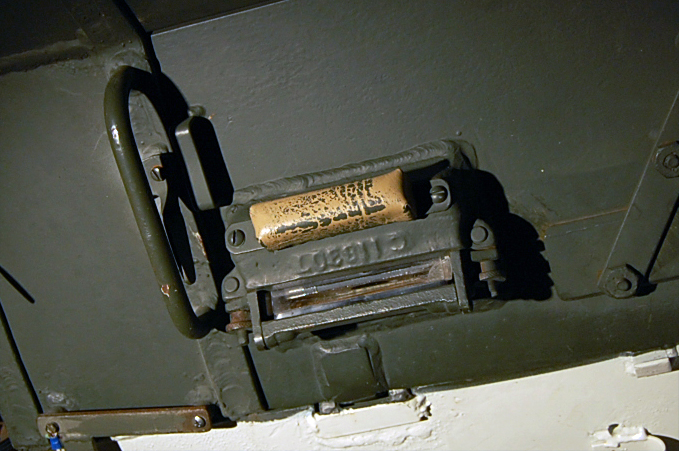
내부에서 바라본 M8의 관측창
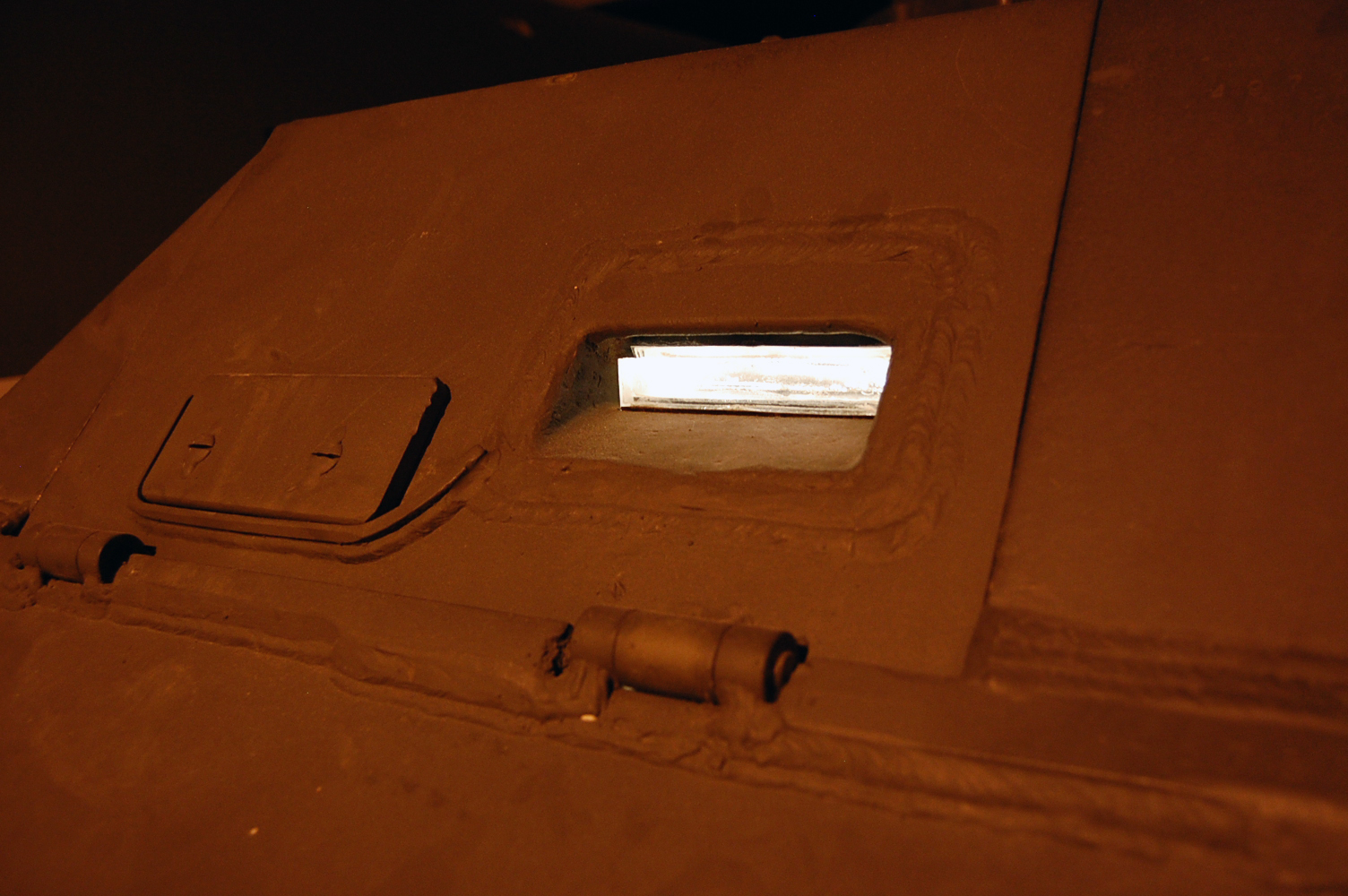
외부에서 바라본 M8의 관측창

## 미디어 속 M8
- 브루스 윌리스를 스타로 만든 영화, 다이 하드에서 로스엔젤리스 경찰국 SWAT가 가상의 나카토미 빌딩을 공격했을 때 비무장 M8이 등장했다. 영화에서 SWAT의 공격은 실패했다.
- 1988년 리메이크 영화인 고질라에서 여러 대 등장한다.
- 제임스 본드 영화인 리빙 데이라이트에서 체코군 전차처럼 도색고 등장했다.
- M8은 에마뉴엘 질베르트(Emmanuel Guibert)의 "알란의 전쟁:G.I. 알란 코프의 회상"이란 그림 소설의 주인공이다(ISBN 978-1-59643-096-9). 이 소설에서 알란 코프의 조상은 제2차 세계 대전 마지막 한 달 동안 조지 S. 패튼 장군이 지휘하는 3군의 한 기갑부대에 통신병으로 배속된다. 흥미로운 점은, 승무원들이 유일하게 가치있는 무기라고 생각하는 것이 대공마운트링에 장착된 M2이며, 이미 전쟁 중반에 M8의 37mm 주포를 그다지 쓸모없는(woefully underpowered ) 것으로 생각하고 있는 것으로 묘사된다는 점이다.

## 침고 문헌
다음은 영어판의 참고 문헌이다.
- TM 9-2800
- TM 9-743
- Steven J Zaloga, Tony Bryan - M8 Greyhound Light Armored Car 1941-91, 2002 Osprey Publishing (New Vanguard 53), ISBN 1-84176-468-X.